# Liga de Fútbol Femenino (Panamá) Clausura 2019
La Liga de Fútbol Femenino (LFF) es el máximo torneo a nivel de clubes en el fútbol femenino de Panamá. 

## Formato de competencia
Para la edición del Torneo Clausura 2019, participan un total de 14 equipos.
Los 14 equipos se dividieron en dos grupos 
El  Grupo A estuvo conformado por los siguientes equipos: CD Universitario, SD Atlético Nacional, San Francisco FC, CAI La Chorrera, CD Plaza Amador, Santa Gema FC, y SD Panamá Oeste. 
El Grupo B estuvo conformado por los siguientes equipos: Colón C3, Tauro FC, Leones de América, Costa del Este FC, Deportivo Árabe Unido, Sporting SM, CD Centenario.
En la ronda regular se enfrentan los equipos de cada grupo todos contra todos a una sola vuelta (total de seis partidos por equipo), clasificando a los cuartos de final los primeros cuatro equipos de cada grupo.
En dicha fase el primer lugar entre los dos grupos se enfrenta al octavo clasificado, y así sucesivamente el segundo contra el séptimo, el tercero ante sexto y el cuarto con el quinto para completar cuatro emparejamientos, los cuales se jugarán a duelos de ida y vuelta.
Los clasificados jugarán de forma cruzada de acuerdo a los resultados obtenidos en la fase previa, el primero contra el cuarto y el segundo ante el tercero por las semifinales del torneo a partidos de ida y vuelta.
Los ganadores de esta fase disputarán a la final del torneo.

## Equipos participantes
A continuación los equipos participantes con sus respectivas sedes.
| Nombre                | Sede             | Estadio                                | Capacidad |
| --------------------- | ---------------- | -------------------------------------- | --------- |
| Colón C3              | Ciudad de Colón  | Estadio Armando Dely Valdés            | 1,221     |
| Tauro FC              | Ciudad de Panamá | Estadio Luis Ernesto 'Cascarita' Tapia | 900       |
| CD Universitario      | Penonomé         | Estadio Miraflores                     | ?         |
| San Francisco FC      | La Chorrera      | Estadio Agustín 'Muquita' Sánchez      | ?         |
| CAI La Chorrera       | La Chorrera      | Estadio Agustín 'Muquita' Sánchez      | ?         |
| CD Plaza Amador       | Ciudad de Panamá | Estadio Maracaná                       | ?         |
| Santa Gema FC         | Chitré           | Estadio Los Milagros                   | ?         |
| SD Panamá Oeste       | La Chorrera      | Estadio Agustín 'Muquita' Sánchez      | ?         |
| SD Atlético Nacional  | La Chorrera      | Estadio Agustín 'Muquita' Sánchez      | ?         |
| Costa del Este FC     | Ciudad de Panamá | Estadio Luis Ernesto 'Cascarita' Tapia | ?         |
| Deportivo Árabe Unido | Ciudad de Colón  | Estadio Armando Dely Valdés            | 1,221     |
| Leones de América     | Ciudad de Panamá | Estadio Luis Ernesto 'Cascarita' Tapia | ?         |
| Sporting SM           | San Miguelito    | Estadio Luis Ernesto 'Cascarita' Tapia | ?         |
| CD Centenario         | Ciudad de Colón  | Estadio Armando Dely Valdés            | 1,221     |

## Grupo A
|    | Equipos              | PJ | G | E | P | GF | GC | Dif. | Pts. |
| -- | -------------------- | -- | - | - | - | -- | -- | ---- | ---- |
| 1. | CD Universitario     | 0  | 0 | 0 | 0 | 0  | 0  | 0    | 0    |
| 2. | SD Atlético Nacional | 0  | 0 | 0 | 0 | 0  | 0  | 0    | 0    |
| 3. | San Francisco FC     | 0  | 0 | 0 | 0 | 0  | 0  | 0    | 0    |
| 4. | CAI La Chorrera      | 0  | 0 | 0 | 0 | 0  | 0  | 0    | 0    |
| 5. | CD Plaza Amador      | 0  | 0 | 0 | 0 | 0  | 0  | 0    | 0    |
| 6. | Santa Gema FC        | 0  | 0 | 0 | 0 | 0  | 0  | 0    | 0    |
| 7  | SD Panamá Oeste      | 0  | 0 | 0 | 0 | 0  | 0  | 0    | 0    |

## Grupo B
|    | Equipos               | PJ | G | E | P | GF | GC | Dif. | Pts. |
| -- | --------------------- | -- | - | - | - | -- | -- | ---- | ---- |
| 1. | Colón C3              | 0  | 0 | 0 | 0 | 0  | 0  | 0    | 0    |
| 2. | Tauro FC              | 0  | 0 | 0 | 0 | 0  | 0  | 0    | 0    |
| 3  | Leones de América FC  | 0  | 0 | 0 | 0 | 0  | 0  | 0    | 0    |
| 4  | Costa del Este FC     | 0  | 0 | 0 | 0 | 0  | 0  | 0    | 0    |
| 5  | Deportivo Árabe Unido | 0  | 0 | 0 | 0 | 0  | 0  | 0    | 0    |
| 6  | Sporting SM           | 0  | 0 | 0 | 0 | 0  | 0  | 0    | 0    |
| 7  | CD Centenario         | 0  | 0 | 0 | 0 | 0  | 0  | 0    | 0    |

## Fase final
|  | Cuartos de final       | Cuartos de final       | Cuartos de final       |  |  | Semifinales     | Semifinales     | Semifinales     |  |  | Final      | Final      | Final      |
|  | 9 de mayo y 16 de mayo | 9 de mayo y 16 de mayo | 9 de mayo y 16 de mayo |  |  | 23 y 30 de mayo | 23 y 30 de mayo | 23 y 30 de mayo |  |  | 6 de junio | 6 de junio | 6 de junio |
|  |                        |                        |                        |  |  |                 |                 |                 |  |  |            |            |            |
|  | Equipo 1 ()            |                        | (')                    |  |  |                 |                 |                 |  |  |            |            |            |
|  | Equipo 8               |                        | ()                     |  |  |                 |                 |                 |  |  |            |            |            |
|  | Equipo 8               | Equipo 1               | ()                     |  |  |                 |                 |                 |  |  |            |            |            |
|  |                        |                        |                        |  |  |                 |                 |                 |  |  |            |            |            |
|  |                        | Equipo 4               |                        |  |  |                 |                 |                 |  |  |            |            |            |
|  | Equipo 2               |                        |                        |  |  |                 |                 |                 |  |  |            |            |            |
|  |                        |                        |                        |  |  |                 |                 |                 |  |  |            |            |            |
|  | Equipo 7               |                        |                        |  |  |                 |                 |                 |  |  |            |            |            |
|  |                        |                        |                        |  |  |                 |                 |                 |  |  |            |            |            |
|  |                        |                        |                        |  |  |                 |                 |                 |  |  |            |            |            |
|  | Equipo 3               |                        |                        |  |  |                 |                 |                 |  |  |            |            |            |
|  | Equipo 6               |                        |                        |  |  |                 |                 |                 |  |  |            |            |            |
|  |                        | Equipo 2               |                        |  |  |                 |                 |                 |  |  |            |            |            |
|  |                        |                        |                        |  |  |                 |                 |                 |  |  |            |            |            |
|  |                        | Equipo 3               |                        |  |  |                 |                 |                 |  |  |            |            |            |
|  | Equipo 4               |                        |                        |  |  |                 |                 |                 |  |  |            |            |            |
|  |                        |                        |                        |  |  |                 |                 |                 |  |  |            |            |            |
|  | Equipo 5               |                        |                        |  |  |                 |                 |                 |  |  |            |            |            |

- Datos: Q65166476